# Королёвка (Новосибирская область)
Королёвка — село в Колыванском районе Новосибирской области. Административный центр Королёвского сельсовета.

## География
Площадь села — 220 гектаров.

## Население
| 2002 | 2007 | 2010 |
| ---- | ---- | ---- |
| 458  | ↘412 | ↘284 |

## Инфраструктура
В селе по данным на 2007 год функционируют 1 учреждение здравоохранения и 1 учреждение образования.